# Кузнецов, Алексей Матвеевич
Алексей Матвеевич Кузнецо́в — советский учёный в области производства цемента, лауреат Сталинской премии третьей степени (1950).

## Биография
С начала 1930-х годах работал в НИИ цемента (Москва), с 1948 года — в Институте химии силикатов (Ленинград).
В 1955—1956 годах в командировке в Китае, организовал в Нанкинском университете кафедры технологии цемента, физической химии, аналитической химии, общей технологии силикатов, органической химии, и лаборатории при них, читал спецкурс для преподавателей и аспирантов.

## Признание
- Сталинская премия третьей степени (1950) — за создание и внедрение в производство новых видов цемента

## Сочинения
- Прoизвoдственный кoнтрoль в цементнoй прoмышленнoсти [текст] / Кузнецов А. М. — Москва ; Ленинград : Госстройиздат, 1934. — 225, [3] с., 1 вкл. л. табл. : ил.
- Прoизвoдствo каустическoгo магнезита из местнoгo сырья и его применение [текст] / Кузнецов Алексей Матвеевич — Москва: Промстройиздат, 1948. — 212 с. : ил. — Перед загл. авт.: А. М. Кузнецов, канд. техн. наук. — Библиогр.: с. 206—208
- Строительные материалы Китая [Текст] / Канд. техн. наук А. М. Кузнецов. — Москва: Знание, 1959. — 32 с. : ил.; 22 см.
- Новые способы производства глиноземистого цемента / А. М. Кузнецов, Е. С. Ковалев. — М. : Высш. шк., 1961. — 88 с.
- Технoлoгия вяжущих веществ и изделий из них [текст] : [учебник для студентов вузов, обучающихся по специальности «Технология силикатов» (специализация «Технология вяжущих материалов и изделий из них»)] / Кузнецов Алексей Матвеевич; под общ. ред. П. П. Будникова. — Москва: Высшая школа, 1963. — 455 с. : ил.